# あした地球がこなごなになっても
「あした地球がこなごなになっても」（あしたちきゅうがこなごなになっても）は、でんぱ組.incの楽曲。同グループ14枚目のシングルとして、2015年9月16日にMEME TOKYOから発売された。

## 概要
前作「おつかれサマー!」から約3ヶ月振りとなるシングル。本作の発売決定は2015年7月16日に発表された。CDのみの通常盤・初回限定盤C、DVD付きの初回限定盤A・Bのほか、7インチアナログレコードおよびカセットテープを含めた計6形態で発売される。
表題曲「あした地球がこなごなになっても」は、作詞を漫画家の浅野いにお、作曲をアゲハスプリングスの釣俊輔が手がけた。メンバーの成瀬瑛美は、浅野とのコラボレーションが実現したことについて「まさに夢のような話。かつて『ソラニン』にハマった際に聖地巡礼に赴いた時期があり、その時代の自分がこのことを知ったらどこかへ飛んで行ってしまう程の衝撃を受けただろう」「好きすぎてうまく出来ないかもしれないと思った」と述べている。また、浅野はギタリストとしても本作に参加している。
カップリング曲の収録内容は2015年8月7日に発表された。通常盤および初回限定盤A・Bには田村歩美（たむらぱん）が作詞・作曲を手がけた「アキハバライフ♪」、初回限定盤Cにはアニメ『一休さん』のオープニング曲「とんちんかんちん一休さん」、およびアニメ『タッチ』のオープニング曲「タッチ」のカバーが収録される。「とんちんかんちん一休さん」の編曲は前山田健一、「タッチ」の編曲は飛内将大が手がけた。各バージョンのジャケットデザインは8月23日に公開され、初回限定盤A、7インチレコード、カセットテープのジャケットに描かれたメンバーのイラストは作詞と同じく浅野が手がけた。
これらの楽曲はFM-FUJIのラジオ番組「ビビっと☆でんぱジャックなう!」において、「あした地球がこなごなになっても」は2015年8月31日、「アキハバライフ♪」は9月7日に初披露された。
2015年9月21日放送の『Rの法則』（NHK Eテレ）では、本作の制作過程に密着したドキュメンタリーが放送された。
2024年5月24日に公開された、浅野の漫画『デッドデッドデーモンズデデデデデストラクション』を原作とする映画『デッドデッドデーモンズデデデデデストラクション 後章』の挿入歌としても用いられた。

## 表題曲

### 歌詞
表題曲「あした地球がこなごなになっても」は、2015年に開催されたワールドツアーでヨーロッパへ発つ当日、浅野が羽田空港まで出向きメンバーに対して1時間半ほど取材を行い、その内容を元に作詞が行われている。その取材の中には「明日、地球が粉々になるとしたらどうするか」という質問が含まれており、相沢梨紗と藤咲彩音は「ライブがしたい」、夢眠ねむは「心許せる人達と美味しいものを食べてワイワイ過ごしたいが、もしメンバーがライブをやるならその意思に乗る」、最上もがは「やり残したことはないからシュッと消えてなくなりたい」、古川未鈴は「Twitterに遺書を載せて、一足先にいなくなったら目立つかも」などと回答し、それらが歌詞に反映されている。また、成瀬によれば「取材中にさりげなく発した言葉が盛り込まれていたりして、ハッとさせられる点もあった」と述べている。
完成した歌詞について、古川は「『寝込んでやる』というフレーズとか、少し投げやりになっている所がでんぱ組.incらしいと思う」、藤咲は「『この声聞こえていますか?』というフレーズが、今の自分の気持ちとリンクしている。でんぱ組.incの活動が大きくなるに連れて、本当の自分が何なのか、皆にはどんな藤咲彩音が見えているのかよく考えたりする」、夢眠は「アイドルらしい強がりな気持ちも感じられる」とコメントしている。
成瀬は「タイトルの印象から暗い曲だと思っていたが、聴いてみると非常にガーリーでハッピーなメロディーだったので驚いた」とした上で、「やっぱり歌詞を見ると一筋縄ではいかない。強がりで、誰かに構って欲しい女の子ではあるが最終的にみんなを引っ張っていくところに落ち着いている。弱みを見せすぎても駄目、強すぎても駄目といったところで、歌い方のバランスに非常に気を使った」と述懐している。
相沢は「『W.W.D』が過去、『W.W.D II』が現在だとすると、これは未来を歌った曲である。自分達はあまり感じていないが、周囲から『でんぱ組.incが遠くなってきて距離を感じる』と指摘されることが増えてきていて、その距離感を解消するためにAメロ・Bメロは普通の女の子の日常を描写した歌詞になっている」と述べているほか、歌詞終盤のカギ括弧で括られた部分を挙げ「ここに自分達の気持ち、伝えたいことが全部詰まっている。『これからでんぱ組.incはどうなってしまうのか?』と考えている人に対しての答えに割りと近いと思う」としている。
また、浅野は当時連載していた漫画『デッドデッドデーモンズデデデデデストラクション』の終盤のストーリー展開を想定しながら歌詞を書いていたことをのちに明かしている。

### 曲調

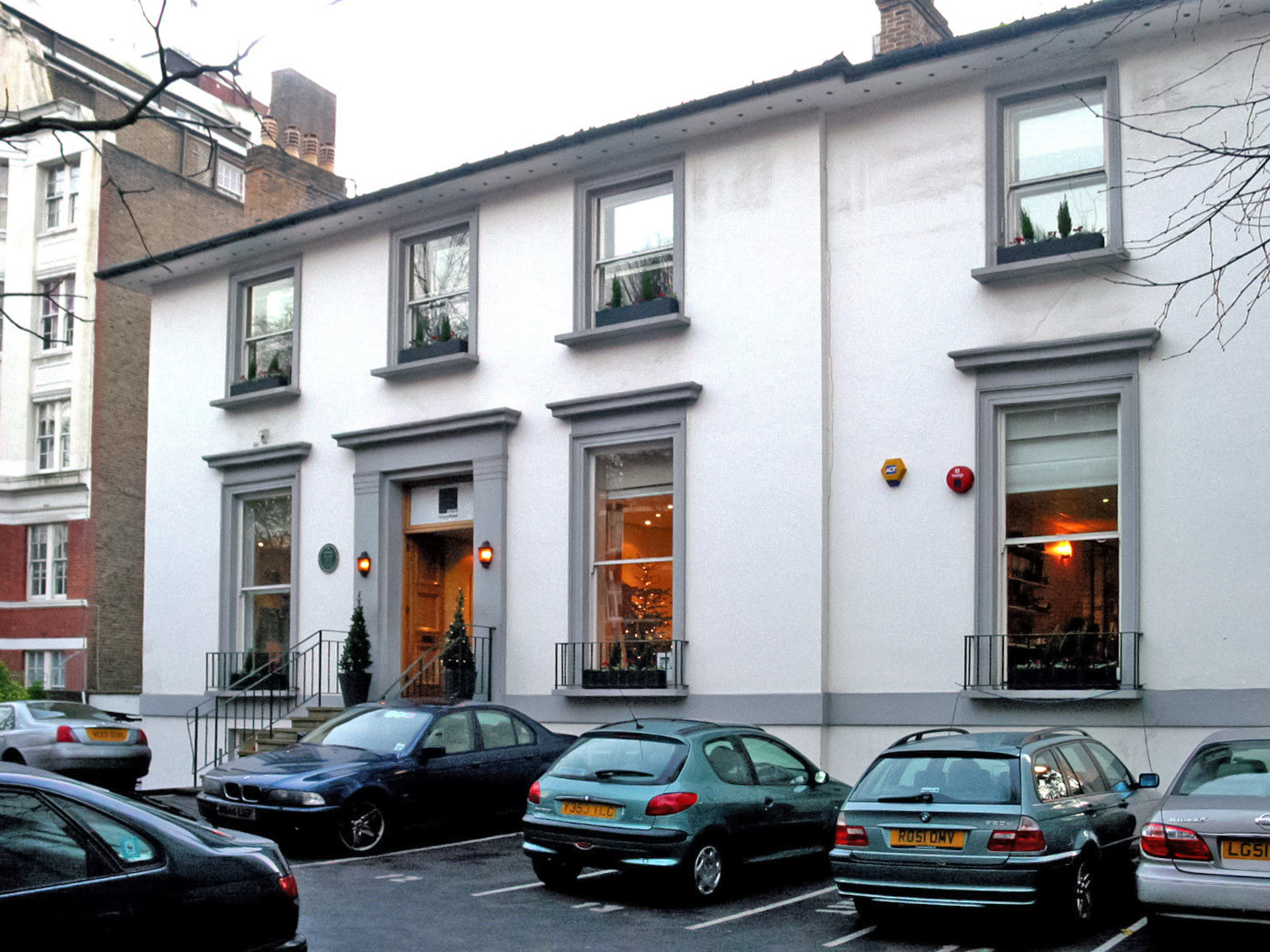
当シングルのレコーディングはイギリスのアビー・ロード・スタジオで行われた

表題曲は、いわゆる「でんぱ組.incっぽい」と形容されるような「ガチャガチャ賑やかな明るいお祭りソング」や「電子音を多用したBPMの早い電波ソング」といった傾向の楽曲ではなく、「リリカル（叙情的）で刹那的な一曲」「瑞々しいメロディをじっくり聴かせる曲」「ロマンチックな言葉を、それに相応しいメランコリックなメロディーと組み合わせたミディアムナンバー」「センチメンタルな曲調」「でんぱ組.inc史上屈指のさわやかソング」などと形容されている。そのような印象に対して、成瀬は「やりたいことを全部やっている感じ」、相沢は「『おつかれサマー!』からでんぱ組.incを知った人は混乱してしまうかもしれないが、意識的にいろんな面を見せようと試みているのだと思う」、夢眠は「でんぱ組.incっぽいことをしなくても認めてもらえるような段階に達してきたのかなと思う」、最上は「『萌えキュンソング』の定義が広がってきたということなのかもしれない」などと述べている。
また、相沢は「特にこの曲で難しいと感じたのは、でんぱ組.inc史上最高に『メロディアス』であること。でんぱ組.incにとっては『普通の歌』というのが一番難しく、聴いた時に心地よさをうまく伝えないと、曲の世界観にみんなを連れて行くことができない」とも述べている。藤咲も同様に「不安しか感じなかった。この曲も『イツカ、ハルカカナタ』『イロドリセカイ』『くちづけキボンヌ』などのように、内容がリアリティのある自分達の心情や言葉だったりするので、歌っていて『W.W.D』に近い心情になった」としている。
レコーディングは、イギリスのアビー・ロード・スタジオで行われた。成瀬は「夢みたいな、レジェンド的な場所でレコーディングできるとは思ってもなかった」と述べており、特に藤咲は難しい曲であるが故にプレッシャーを強く感じ、心の中で泣きながらレコーディングに挑んだとしているほか、初めて自発的に録り直しを要求したとも述べている。

## カップリング
「アキハバライフ♪」は、「不思議な語感が並ぶ、思わず口ずさみたくなるポップソング」と形容され、「たむらぱんらしい言葉遣いで、外部の人が愛情を持って客観的に秋葉原を描写した曲」と評されている。成瀬は「電化製品ばかりだった時代のレトロな秋葉原にロマンを感じていて、そういう雰囲気が随所随所に出ている曲」、古川は「秋葉原で育った自分達がアキバをテーマにした曲を歌い、しかもこの街でMVの撮影もできて、少しは存在を認めてもらえたのかなと思うと感激」と述べている。本楽曲は2015年11月20日 - 12月23日の期間に開催される「2015 WINTER 秋葉原電気街まつり」のテーマソングに採用された。
「とんちんかんちん一休さん」は、アニメソングカバーコンテスト「愛踊祭〜あいどるまつり〜」の課題曲として使用されており、同コンテストのアンバサダーを務めるでんぱ組.incが課題曲モデルとして歌唱することとなった。

## 分析と評価
音楽プロデューサーの伊藤涼はCREA WEBにおいて、浅野が手掛けた歌詞について「上から下へ流れるような構成は単なるJ-POPではなく、内容も詩的。どちらかと言えば文章的な印象だが、彼らしい独特な世界観は感じる」と評価する一方で、「全体的に言うと、曲と合わさった浅野の詞は、びっくりするほど個性的な感じはしない」と述べている。
音楽ライターの田中大はEMTG MUSICのレビューにおいて、歌詞終盤のカギ括弧で括られた部分を挙げ「でんぱ組.incのメンバーと同様に、無数の理不尽と向き合いながら日々を送っているファンに対して、全力で夢と希望を届けようとする決意が浮き彫りになっている印象を受ける」とした上で、「この曲の根底に脈打っているのは凛々しさ。順風満帆だったわけではないメンバーが集い、皆で力を合わせて少しづつ道を切り拓いてきた姿は、多くの人に勇気を届けている。この楽曲は彼女達の実像を捉えたナンバー」と評価している。
杉浦美恵はRO69のコラムにおいて、浅野について「人間のある一面にだけ照明を当てるような描き方は絶対にしない作家」「浅野の作品が多くの人から支持されるのは、複雑な感情の上に成り立つ日常を驚くほどリアルに描くからである」とした上で、「でんぱ組.incの中に見え隠れしている、前向きな強い意思の裏にある臆病さ、強い光を放つほど自分の中で濃くなる影、などの『危うさ』こそがこのグループの魅力であり、ファンはそこに共感する。浅野の描く世界とでんぱ組.incが共鳴するのはそこである」と分析している。表題曲については「予想していたようなストレートでパワフルな曲ではなかった」としながらも、「過去最高の作品、今のでんぱ組.incでしか表現できない最高のポップソング」と評価し、終盤の「約束だよ」というフレーズを挙げ「このように念を押さなければ自分が不安でダメになってしまう、すごく微妙で繊細な気持ちは、このコラボでしか表現できなかったのだろう」と述べている。
音楽ジャーナリストの柴那典はReal Soundのコラムにおいて、前作「おつかれサマー!」と今作の曲調から「持ち前の『ぶっ飛んだカラフルさ』を活かしつつ、より広い層をターゲットに見据えた戦略に転じてきている」と分析し、「W.W.D」や「W.W.D II」などの楽曲で見受けられる“自分達のこと”を歌った「ドキュメント」から、“みんなのこと”を歌った「シンパシー」へ表現の方向性が変化してきていると述べている。前述した通り今作は浅野がメンバーに対してインタビューを実施し、その回答を元に作詞が行われているが、これはかつて「W.W.D」「W.W.D II」の作詞で前山田健一が使用した手法と同じとしながらも、「アウトプットは真逆の方向性を持つ」としている。浅野がかつて別のインタビューで性転換願望がある旨を告白していた点を挙げ「浅野にとって今回のコラボは、浅野自身がでんぱ組.incに移入し、女性の気持ちになりきるためのまたとない機会だったのではないか」「そうして書かれた歌詞だからこそ、メンバー6人の物語ではなく、広い女性層の共感を誘うアウトプットになっている」と分析している。

## 売上
2015年9月28日付のオリコンウィークリーチャートの集計に拠れば、約4.5万枚を売り上げて初登場2位を獲得した。この順位は、9枚目のシングル「サクラあっぱれーしょん」および前作「おつかれサマー!」で記録した3位を上回る自己最高位と報じられた。
また、同日付のビルボードジャパン週間シングルチャートの集計に拠れば、実売数約3.6万枚を記録し初登場1位を獲得している。同じくビルボードが実施した初週地域別売上高の集計に拠れば、最も多く売り上げた地域は大阪府の1.2万枚、次いで東京都の6000枚、愛知県の1000枚となっており、直近の過去3作品「ちゅるりちゅるりら」「でんぱーりーナイト」「おつかれサマー!」においては大阪の売り上げが東京を上回る前例が見られないことから、「これまでにない売り上げ傾向」として報じられた。

## ミュージックビデオ

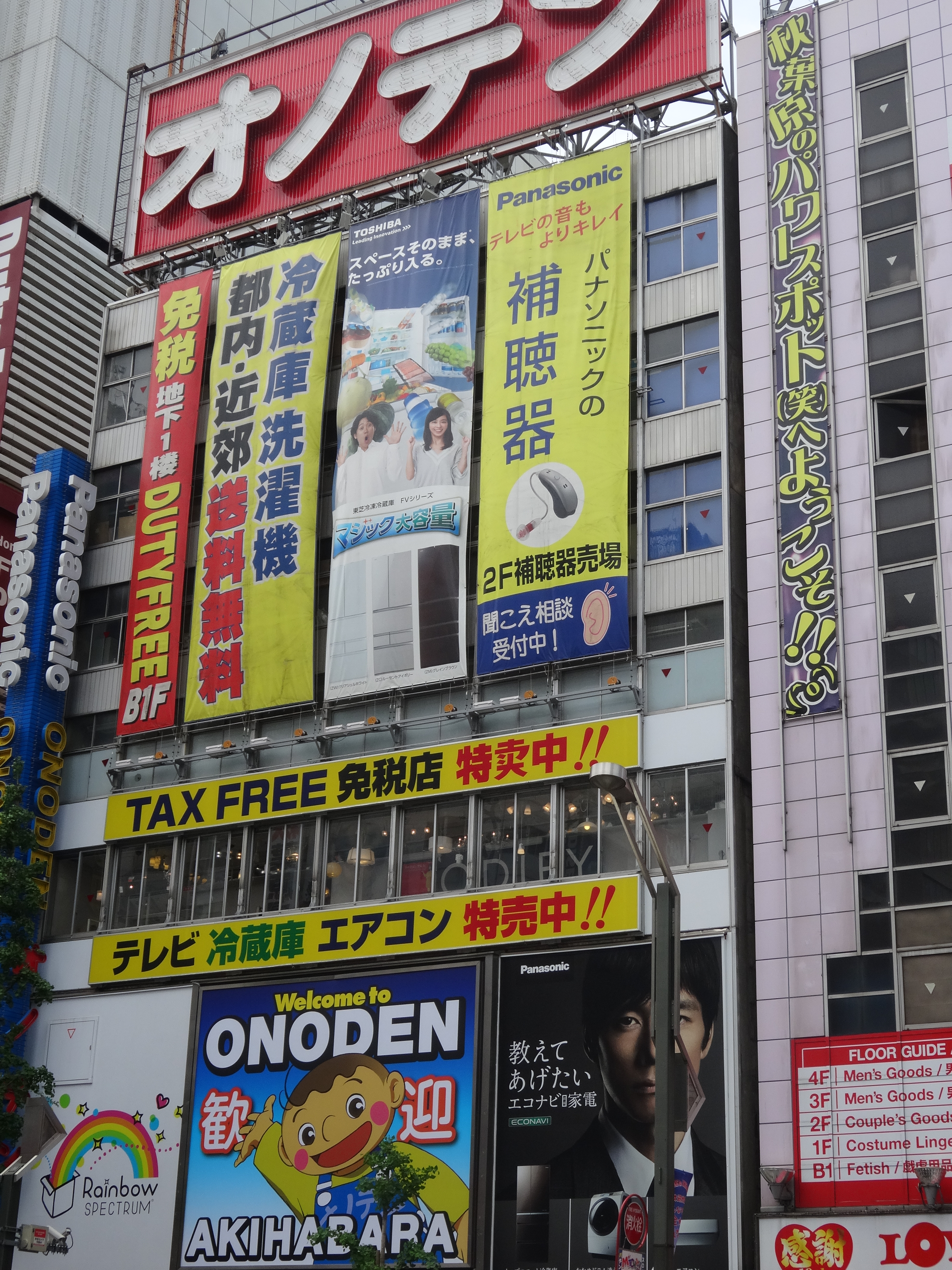
「アキハバライフ♪」のミュージックビデオの撮影が行われたオノデン本館

表題曲「あした地球がこなごなになっても」のミュージックビデオは全編イタリアで撮影された。監督は志賀匠。撮影に当たっては6台のカメラを同時使用して360度全面を撮影する方法が随所で用いられている。ミュージックビデオでは、各自メンバーカラーに因んだ衣装ではなく全員が白、もしくは黒の衣装を着用しており、特に黒の衣装について相沢は「自分の普段の衣装に近く、退廃的なイメージがして、着ていて落ち着いた気持ちになった」と述べている。夢眠によれば、全員が黒の衣装を身につけるのは初期曲「電波圏外SAYONARA」以来であるとしている。
カップリング「アキハバライフ♪」のミュージックビデオは秋葉原のオノデンで営業終了後に撮影された。監督は、かつて「強い気持ち・強い愛」「冬へと走りだすお!」「檸檬色」などのミュージックビデオを手掛けたBOZO&YGQ。こちらでは全員が「アキバっぽい」衣装を身につけており、秋葉原の歴史を過去から現在、未来へ向けて振り返るといった内容で構成されている。撮影機材には8mmフィルム、ベータカム、VHS、SDカメラ、HDカメラ、デジタル一眼レフカメラ、ガラパゴスケータイ、iPhone、iPad、スローモーションカメラ、4Kカメラ搭載ドローンなどの様々な時代のカメラが使用されている。
これらのミュージックビデオはYouTubeにおいて、「あした地球がこなごなになっても」は2015年8月31日、「アキハバライフ♪」は9月11日に初公開された。

## 収録曲

### 通常盤・初回生産限定盤A・B（DVD付）
| #  | タイトル                                      | 作詞       | 作曲     | 編曲     | 時間 |
| -- | --------------------------------------------- | ---------- | -------- | -------- | ---- |
| 1. | 「あした地球がこなごなになっても」            | 浅野いにお | 釣俊輔   | Tom-H@ck | 4:10 |
| 2. | 「アキハバライフ♪」                           | 田村歩美   | 田村歩美 | 田村歩美 | 3:36 |
| 3. | 「あした地球がこなごなになっても(Off vocal)」 |            |          |          | 4:10 |
| 4. | 「アキハバライフ♪(Off vocal)」                |            |          |          | 3:36 |

### 初回生産限定盤A
| #  | タイトル                                                      | 作詞 | 作曲・編曲 | 監督   |
| -- | ------------------------------------------------------------- | ---- | ---------- | ------ |
| 1. | 「あした地球がこなごなになってもMusic Video＋メイキング映像」 |      |            | 志賀匠 |

### 初回生産限定盤B
| #  | タイトル                                        | 作詞 | 作曲・編曲 | 監督     |
| -- | ----------------------------------------------- | ---- | ---------- | -------- |
| 1. | 「アキハバライフ♪ Music Video＋メイキング映像」 |      |            | BOZO&YGQ |

### 初回生産限定盤C
| #  | タイトル                                      | 作詞       | 作曲       | 編曲       | 時間 |
| -- | --------------------------------------------- | ---------- | ---------- | ---------- | ---- |
| 1. | 「あした地球がこなごなになっても」            | 浅野いにお | 釣俊輔     | Tom-H@ck   | 4:10 |
| 2. | 「とんちんかんちん一休さん」                  | 山元護久   | 宇野誠一郎 | 前山田健一 | 3:37 |
| 3. | 「タッチ」                                    | 康珍化     | 芹澤廣明   | 飛内将大   | 3:44 |
| 4. | 「あした地球がこなごなになっても(Off vocal)」 | 浅野いにお | 釣俊輔     | Tom-H@ck   | 4:10 |
| 5. | 「とんちんかんちん一休さん(Off vocal)」       | 山元護久   | 宇野誠一郎 | 前山田健一 | 3:37 |
| 6. | 「タッチ(Off vocal)」                         | 康珍化     | 芹澤廣明   | 飛内将大   | 3:44 |

### 7inchレコード・カセットテープ（完全生産限定盤）
| #  | タイトル                           | 作詞       | 作曲     | 編曲     | 時間 |
| -- | ---------------------------------- | ---------- | -------- | -------- | ---- |
| 1. | 「あした地球がこなごなになっても」 | 浅野いにお | 釣俊輔   | Tom-H@ck | 4:10 |
| 2. | 「アキハバライフ♪」                | 田村歩美   | 田村歩美 | 田村歩美 | 3:36 |